# Steffen Irlinger
Steffen Irlinger (* 6. März 1967 in Eberbach/Neckar) ist ein deutscher DJ, Musiker, Hörspielautor und Musikberater.

## Leben
Er begann seine Karriere 1989 als DJ. Während seines Studiums der Theater-, Film- und Fernsehwissenschaft an der Ruhr-Universität Bochum entwickelte er die Sendung Treibhaus für den WDR-Sender 1 Live und wurde zu einem der Protagonisten des Techno/House-Booms in Deutschland. Mit dem Elektronik-Pop-Duo Donna Regina nahm er ab 1999 fünf Alben auf. Seit 2001 arbeitet er vor allem als Hörspielautor und als freier Musikberater (Music Consultant) für Film, Fernsehen und Hörfunk.
2010 war sein Hörspiel Retrotopia Teil der Ausstellung Sounds im NBK/Berlin. 2017 arbeitete er als Music Consultant für die Ausstellung Night Fever im Vitra Design Museum in Weil am Rhein. Steffen Irlinger lebt und arbeitet in Köln.

## Filmografie (Auswahl)
- 2000: Das weiße Rauschen, Regie: Hans Weingartner
- 2002: Elefantenherz,[2] Regie: Züli Aladag
- 2004: Die fetten Jahre sind vorbei, Regie: Hans Weingartner
- 2004: Rabenkinder,[3] Regie: Nicole Weegmann
- 2005: Wut, Regie: Züli Aladag
- 2006: Auftauchen,  Regie: Felicitas Korn
- 2007: Meer is nich, Regie: Hagen Keller
- 2008: Ihr könnt euch niemals sicher sein, Regie: Nicole Weegmann
- 2010: Die Fremde, Regie: Feo Aladag
- 2010: Schenk mir dein Herz, Regie: Nicole Weegmann
- 2013: Only lovers left alive, Regie: Jim Jarmusch
- 2013: Scherbenpark, Regie: Bettina Blümner
- 2015: Cahier Africain, Regie: Heidi Specogna
- 2015: Alaaf You, Regie: Barış Aladağ
- 2016: Paula, Regie: Christian Schwochow
- 2022: Alice, Regie: Nicole Weegmann
- 2025: Ganzer halber Bruder (AT), Regie: Hanno Olderdissen

## Hörspiele & Radiokunst (Auswahl)
- 2004: Supasistaz,  Redux (WDR)[4]
- 2005: Paradise Garage (WDR)[5]
- 2006: Copy/Right (WDR)
- 2008: Mingering Mike (WDR)
- 2009: Retrotopia (WDR & Tschechischer Rundfunk)
- 2011: Moondog Rising (WDR)
- 2012: Das Spiel denken – Fußball 3.0 (WDR)
- 2013: Wem gehört der Fußball? (WDR)[6]
- 2016: Doeltroit (WDR)
- 2018: Garzweiler 570 (WDR)
- 2022: Die Faust vor der Sonne (WDR)

## Diskographie (Auswahl)
- 1999 Donna Regina – A quiet week in the house[7]
- 2002 Donna Regina – Northern Classic[8]
- 2003 Donna Regina – Late[9]
- 2005 Donna Regina – Slow Killer[10]
- 2007 Donna Regina – More
- 1998 Copa America – Theme from Copa America 12"
- 1999 Barry Lyndon – Ain´t no reason 12"
- 2001 Copa America – Ramona Freeway 12"
- 2002 Groove Anthology – Mix-CD
- 2010 Soundtrack Die Fremde[11]